# Armstrong, Iowa
Armstrong este o localitate urbană cu 979 de locuitori conform Census 2000, situată în comitatul Emmet, statul Iowa, Statele Unite ale Americii.

## Geografie
Armstrong are următoarele coodonatele geografice, 43°23′45″N 94°28′51″V / 43.39583°N 94.48083°V, și conform datelor dde la United States Census Bureau, localitatea ocupă o suprafață de 2.1 km², din care toată este uscat.